# لاوترشتاين
لاوتراشتاين (بالألمانية: Lauterstein) هي مدينة وبلدة ألمانية تقع في ألمانيا في بادن-فورتمبيرغ. يقدر عدد سكانها بـ 2,811 نسمة .